# 파페포포
《파페포포》는 만화가 심승현의 만화 〈파페포포〉 시리즈를 원작으로 하는 TV애니메이션이다. SBS에서 2014년 11월 20일부터 12월 11일까지 방영되었다.

## 줄거리
청년 파페는 초등학교 3학년 때 이사한 이후 10년 가까이 지나 다시 고향인 정동진에 찾아온다. 파페는 오랜만에 다시 찾은 고향에서 초등학생 시절의 첫사랑이었던 포포를 다시 만나게 된다. 이내 두 사람은 다시 사랑을 시작하게 되고, 어린 시절의 기억과 현재의 일들, 그리고 인생과 사랑에 관한 여러 이야기가 교차된다. 그렇게 순수한 사랑을 이어가는 두 사람 사이에도 위기가 찾아오게 되는데...

## 등장 인물

### 주인공
- 파페(성우: 최승훈(현재), 정선혜(어린 시절))

20대 초반의 청년으로 감수성이 풍부한 사람이다. 어린 시절에는 조용조용하고 내성적인 성격 탓에 친구가 많지 않았으나 포포에게만큼은 마음을 열었다. 항상 공책을 가지고 다니면서 글을 쓰고 그림을 그리며 사색하는 것을 좋아한다. 초등학교 3학년 겨울 무렵 전학을 갔다가 최근 다시 고향인 정동진에 돌아왔다.
- 포포(성우: 이소은)

파페와 동갑인 여성으로 역시 풍부한 감성의 소유자다. 다른 사람들이 보지 못하는 면을 보는 시각을 가졌기 때문인지, 어린 시절 소심해서 모두가 꺼려했던 파페에게 먼저 다가가 마음을 열어 주었다. 또한 사소한 것에서부터 다른 사람을 배려하는 마음이 강하다. 현재 '꽃가루'라는 제목의 시나리오를 쓰고 있는 듯하다.

### 조연 및 단역
- 한신정: 포포 친구
- 최지훈: 승무원, 사튀르
- 김보영: 선생님, 포도잼
- 김영은: 악동
- 김기흥: 목사, 꽃가게 할아버지
- 김현지: 초코
- 이호산: 쿠키, 제우스
- 채의진: 포포 엄마, 교생 선생님
- 소정환: 파페 아빠, 호무
- 강호철: 쿠라

## 주제곡
오프닝 - 〈시간〉
작사·작곡: 남구민
노래: 류혜림, 신상일
엔딩 - 〈좋아〉
작사·작곡: 남구민
노래: 류혜림

## 방영 목록
| 회차 | 방송일    | 제목                       |
| ---- | --------- | -------------------------- |
| 1    | 11월 20일 | 꽃가루                     |
| 2    | 11월 20일 | 연습                       |
| 3    | 11월 20일 | 버스에서                   |
| 4    | 11월 20일 | 기다리는 마음              |
| 5    | 11월 27일 | 배려                       |
| 6    | 11월 27일 | 가위손                     |
| 7    | 11월 27일 | 감기                       |
| 8    | 11월 27일 | 포포의 생일                |
| 9    | 12월 3일  | 러브 미 텐더               |
| 10   | 12월 3일  | 밀크 캐러멜                |
| 11   | 12월 3일  | 초코맛 쿠키                |
| 12   | 12월 3일  | 아빠의 구두                |
| 13   | 12월 4일  | 나의 우상                  |
| 14   | 12월 4일  | 음료수                     |
| 15   | 12월 4일  | 비가 내리면                |
| 16   | 12월 4일  | 인간은 무엇으로 사는가     |
| 17   | 12월 10일 | 백일반지                   |
| 18   | 12월 10일 | 투 스텝                    |
| 19   | 12월 10일 | 이 세상에서 가장 소중한 것 |
| 20   | 12월 10일 | 석공                       |
| 21   | 12월 11일 | 떠나간다는 것              |
| 22   | 12월 11일 | 고슴도치                   |
| 23   | 12월 11일 | 시네마천국                 |
| 24   | 12월 11일 | 나무에게                   |

## 제작진
- 기획: 전수진
- 프로듀서: 김재영
- 제작기획: 정슬기, 이희영
- 원작: 심승현
- 프로듀서: 이두희, 한성
- 시나리오: 백선우, 김근영
- 캐릭터 디자인: 이현정
- 색채설계: 김금주
- 미술감독: 봉하권
- 촬영감독: 정주리
- 음악감독: 남구민(nauts)
- 제작총괄: 이희영
- 총감독: 방승진
- 콘티: 김인수, 방승진, 서경록, 우승운, 장현근, 조준영
- 연출: 김인수, 서경록, 신기철, 신형식, 양승우, 우승욱, 장현근, 조준영
- 작화감독: 이종경, 김정은, 이덕호, 권혁정, 신형우, 이상희
- 레이아웃: 김인수, 신형식, 장현근, 서경록, 권혁정, 허재선, 이종경, 한세환, 민경희, 남현식, 김정우, 유세형, 강일구, 양승우, 유수일, 송준호, 신기철
- 원화: 김지은, 민경희, 원은숙, 무본형준, 유세형, 심영주, 배종영, 이경아, 유수일
- 동화체크: 무본형준
- 동화: 김관영, 김선와, 김효진, 최윤미, 이정은, 최보람, 김수경, 최은영, 신정희, 박채식, 홍말숙, 임정은, 김서진, 변은순, 이경아, 윤혜선
- 스캔: 전현진
- 컬러체크: 나정아
- 컬러: 정윤희, 정지현, 김연미, 이영진, 김금순, 렌잔 세안
- 배경: 송기동, 정혜진, 선병수, 최혜민
- 촬영: 이관형
- 제작진행: 신민경
- 애니메이션 제작: SYNOD
- 배경음악: 남구민, 선주성, 유동호, 윤송언
- 효과: 유동호, 남구민
- 성우: 최승훈, 정선혜, 이소은, 한신정, 최지훈, 김보영, 김영은, 김기흥, 김현지, 채의진, 강호철, 이호산, 소정환
- 녹음·믹싱: 남구민
- 녹음연출: 남구민
- 녹음실: 코너스그루브
- 편집: 남종현
- 마케팅: 윤용호, 이동혁, 문용석, 정용섭, 허남주, 김지희
- 특별 감사: MOMO
- 제작협조: 한국콘텐츠진흥원
- 제작: SYNOD, THREECORE